# سفارة فنلندا في إستونيا
سفارة فنلندا في إستونيا هي أرفع تمثيل دبلوماسي لدولة فنلندا لدى إستونيا. تقع السفارة في Tallinn City ‏ وهي تهدف لتعزيز المصالح الفنلندية في إستونيا.

## وصلات خارجية
- الموقع الرسمي
- قائمة سفارات فنلندا
- قائمة السفارات في إستونيا